# Шиевър
Шиевър (на френски: Chièvres) е град в Югозападна Белгия, окръг Ат на провинция Ено. Населението му е около 6200 души (2006).